# 文明堂日本橋店
株式会社文明堂日本橋店（ぶんめいどうにほんばしてん）は、かつて存在した日本の製菓業者である。
2010年10月1日に文明堂新宿店と合併し、文明堂東京となった。

## 沿革
- 1916年（大正5年） - 創業者・宮﨑甚左衛門が長崎県佐世保市で菓子店開業。
- 1922年（大正11年）3月 - 東京上野黒門町に東京一号店を出店。三越百貨店と契約を結ぶ。
- 1925年（大正14年） - 宮内省（現・宮内庁）御用達を拝命。
- 1951年（昭和26年）7月2日 - 日本橋店開店。
- 1968年（昭和43年） - 「ハニーカステラ」発売。
- 1984年（昭和59年） - 「ハニーカステラ」の商標権取得。
- 2010年（平成22年）10月1日 - 株式会社文明堂新宿店と合併し、株式会社文明堂東京を設立。

## 事業所
- 本社・日本橋本店
  - 東京都中央区日本橋室町1丁目13-7
- 浦和工場
  - 埼玉県さいたま市桜区在家182
- 中部支社
  - 愛知県北名古屋市山之腰天神東165
- 関西支社
  - 京都府京都市伏見区下鳥羽渡瀬町128
- 仙台営業所
  - 宮城県仙台市泉区南光台南3-1-11
- 中国営業所
  - 岡山県岡山市高屋20-2
- 横浜配送センター
  - 神奈川県横浜市金沢区福浦1-2-3

## かつての商品
- ハニーカステラ
- 特撰ハニーかすてら吟匠
- 希翔
- かすてら実和
- 三笠山
- カステラ巻